# Carl Schneeberg
Carl Franz Emil Willy Schneeberg, auch Karl Schneeberg (* 29. Oktober 1894 in Zielow; † 8. April 1946 in Schwerin) war ein deutscher Pädagoge, Verwaltungsbeamter und Politiker (SPD).

## Leben und Beruf
Carl Schneeberg wurde als Sohn des namensgleichen Küsters und Lehrers in Rittermannshagen, Karl (Johann Wilhelm) Schneeberg, geboren. Nach dem Besuch der Volksschule in Rittermannshagen, der Präparandenanstalt in Neukloster und einer weiteren Schule in Klockenhagen absolvierte Schneeberg 1913/14 das Lehrerseminar in Neukloster. Von 1914 bis 1918 nahm er als Soldat am Ersten Weltkrieg teil. Er arbeitete von 1919 bis 1922 als Volksschullehrer in Marlow und war von 1922 bis 1929 in gleicher Funktion in Schwerin tätig. Außerdem war er seit 1924 Hauptausschussmitglied der staatlichen Volkshochschule und Vorstandsmitglied der Deutschen Friedensgesellschaft in Schwerin. Von 1929 bis 1932 wurde er als Regierungsrat in Schwerin beschäftigt. Anschließend wurde er Vorsitzender des Ortsausschusses der AWO Schwerin.

## Politik
Schneeberg trat 1919 in die SPD ein und war seit 1922 Stadtverordneter in Marlow. Ende der 1920er-Jahre fungierte er als Vorsitzender der Arbeitsgemeinschaft sozialdemokratischer Lehrer für den Bezirk Mecklenburg sowie als Vorsitzender der sozialistischen Kulturgemeinschaft in Schwerin. 1921 wurde er in den Landtag des Freistaates Mecklenburg-Schwerin gewählt, dem er bis 1933 angehörte.